# Bohemians 1905
Il Bohemians 1905, fino al 2005 noto come Bohemians Praga e fino al 1927 come AFK Vršovice, è una società calcistica ceca con sede a Praga, nel quartiere di Vršovice. Gioca nella Prima divisione del campionato ceco, che ha vinto nel 1982-1983. Nata prima di Sparta Praga, Slavia Praga e Dukla Praga, fu oscurata dal cammino delle altre grandi squadre concittadine, che vinsero insieme quasi 40 campionati cecoslovacchi. Vanta diverse Coppe Piano Internazionale Karl Rappan.
La squadra dei canguri, dal logo adottato dopo una tournée in Australia, è nota per il particolare attaccamento da parte dei tifosi. A metà degli anni duemila i sostenitori dei Bohemians condussero una lunga battaglia, condotta sia sul piano legale che con azioni di protesta, che consentì la rifondazione della società e il salvataggio dello stadio Ďolíček, sul quale sarebbe dovuto sorgere un centro commerciale.
Tra i calciatori più famosi che hanno militato nella società, l'attuale presidente Antonín Panenka, noto soprattutto per essere stato il primo ad utilizzare il colpo a cucchiaio, con il quale calciò il rigore decisivo con la Cecoslovacchia, contro il portiere Sepp Maier, nella finale Germania Ovest-Cecoslovacchia del Campionato europeo di calcio 1976, svoltosi in Jugoslavia: grazie a questo rigore la Cecoslovacchia vinse per la prima volta nella sua storia il trofeo continentale.

## Colori e simboli

### Simboli ufficiali

#### Stemma
Lo stemma del club è molto stravagante in quanto rappresentato da un marsupiale presente unicamente in Oceania, il canguro (klokan in ceco). Questa lunga tradizione nacque nel 1927, quando l’Australian Soccer Association invitò varie squadre europee a fare un tour nel suo territorio per promuovere il calcio. Le tempistiche e le condizioni di viaggio di allora provocarono il declino all'invito della maggior parte delle squadre, l’unica squadra ad accettare fu l'allora AFK Vršovice, che per l’occasione cambiò il nome in Bohemians (i boemi) per permettere agli australiani di capire la loro provenienza. La "spedizione boema" d'oltreoceano durò diversi mesi e fu un successo per i rappresentanti cechi, i quali al ritorno in patria, portarono con sé due esemplari di canguro donategli in occasione della tournée per poi all'arrivo consegnarli allo zoo cittadino.

## Allenatori
- Jiří Rubáš (1954-1969; luglio-10 ottobre 1983)
- Bohumil Musil (1972-1977)
- Tomáš Pospíchal (1977-1983; 11 ottobre 1983-1987)
- Dušan Uhrin (1987-1988; 2002-2004)
- František Barát (luglio-31 dicembre 1994)
- Vlastimil Petržela (1999-22 aprile 2002)
- Vladimir Borovička (23 aprile-30 giugno 2002)
- Dušan Uhrin (2002-2004)
- Vaclav Hradecky (2007-2008)
- Pavel Hoftych (2008-2011)
- Pavel Medynský (luglio-31 dicembre 2011)
- Jozef Weber (1 marzo 2012-2014)
- Roman Pivarník (2014-2016)
- Miroslav Koubek (2016-5 aprile 2017)
- Martin Hašek (6 aprile 2017-)

## Calciatori

### Vincitori di titoli
Campioni d'Europa
- Antonín Panenka (Jugoslavia 1976)

## Palmarès

### Competizioni nazionali
- Campionato cecoslovacco: 1

1982-1983
- Druhá Liga: 2

1998-1999, 2008-2009

### Competizioni internazionali
- Coppa Intertoto: 5

1979, 1980, 1982, 1983, 1984

### Altri piazzamenti
- Campionato cecoslovacco:

Secondo posto: 1920, 1984-1985
Terzo posto: 1918, 1927, 1930-1931, 1931-1932, 1949, 1950, 1974-1975, 1979-1980, 1980-1981, 1981-1982, 1983-1984, 1986-1987
- Coppa di Cecoslovacchia:

Finalista: 1981-1982
- Coppa della Repubblica Ceca:

Semifinalista: 2018-2019, 2022-2023
- Druhá Liga:

Secondo posto: 2006-2007, 2012-2013
- Coppa UEFA:

Semifinalista: 1982-1983
- Coppa Mitropa:

Finalista: 1986-1987

## Statistiche e record

### Statistiche nelle competizioni UEFA
Tabella aggiornata alla stagione 2024-2025.
| Competizione                             | Partecipazioni | G  | V  | N | P  | RF | RS |
| ---------------------------------------- | -------------- | -- | -- | - | -- | -- | -- |
| Coppa dei Campioni/UEFA Champions League | 1              | 4  | 3  | 0 | 1  | 7  | 2  |
| Coppa UEFA/UEFA Europa League            | 8              | 32 | 11 | 7 | 14 | 43 | 44 |
| UEFA Conference League                   | 1              | 2  | 0  | 0 | 2  | 2  | 7  |

## Organico

### Rosa 2023-2024
Aggiornata al 23 febbraio 2024.
| N. |                      | Ruolo | Calciatore      |
| -- | -------------------- | ----- | --------------- |
| 1  | Rep. Ceca (bandiera) | P     | Roman Valeš     |
| 2  | Rep. Ceca (bandiera) | D     | Radek Lehovec   |
| 3  | Rep. Ceca (bandiera) | D     | Matej Kadlec    |
| 4  | Rep. Ceca (bandiera) | C     | Josef Jindřišek |
| 6  | Rep. Ceca (bandiera) | C     | Michal Beran    |
| 7  | Rep. Ceca (bandiera) | D     | Matěj Hybš      |
| 8  | Rep. Ceca (bandiera) | C     | Adam Jánoš      |
| 9  | Rep. Ceca (bandiera) | C     | Ladislav Mužík  |
| 10 | Rep. Ceca (bandiera) | A     | Jan Matoušek    |
| 11 | Rep. Ceca (bandiera) | C     | Vojtěch Novák   |
| 12 | Rep. Ceca (bandiera) | P     | Michal Reichl   |
| 14 | Rep. Ceca (bandiera) | D     | Adam Kadlec     |
| 16 | Rep. Ceca (bandiera) | D     | Martin Dostál   |
| 17 | Rep. Ceca (bandiera) | D     | Martin Hála     |
| 18 | Rep. Ceca (bandiera) | D     | Denis Vala      |
| 19 | Rep. Ceca (bandiera) | C     | Jan Kovařík     |

| N. |                               | Ruolo | Calciatore      |
| -- | ----------------------------- | ----- | --------------- |
| 20 | Rep. Ceca (bandiera)          | A     | Matyáš Kozák    |
| 21 | Rep. Ceca (bandiera)          | P     | Lukas Soukup    |
| 22 | Rep. Ceca (bandiera)          | D     | Jan Vondra      |
| 23 | Rep. Ceca (bandiera)          | D     | Daniel Köstl    |
| 24 | Rep. Ceca (bandiera)          | A     | David Puškáč    |
| 28 | Rep. Ceca (bandiera)          | D     | Lukáš Hůlka     |
| 29 | Rep. Ceca (bandiera)          | A     | David Huf       |
| 31 | Rep. Ceca (bandiera)          | C     | Ondřej Petrák   |
| 33 | Slovacchia (bandiera)         | A     | Erik Prekop     |
| 34 | Rep. Ceca (bandiera)          | D     | Antonín Křapka  |
| 37 | Rep. Ceca (bandiera)          | A     | Tomáš Necid     |
| 42 | Rep. Ceca (bandiera)          | C     | Vojtěch Smrž    |
| 77 | Macedonia del Nord (bandiera) | A     | Milan Ristovski |
| 88 | Rep. Ceca (bandiera)          | C     | Robert Hrubý    |
|    | Rep. Ceca (bandiera)          | P     | Jakub Šiman     |

### Rosa 2021-2022
Aggiornata al 29 gennaio 2022.
| N. |                      | Ruolo | Calciatore      |
| -- | -------------------- | ----- | --------------- |
| 1  | Rep. Ceca (bandiera) | P     | Roman Valeš     |
| 2  | Rep. Ceca (bandiera) | D     | Radek Lehovec   |
| 4  | Rep. Ceca (bandiera) | C     | Josef Jindřišek |
| 5  | Rep. Ceca (bandiera) | D     | David Bartek    |
| 6  | Rep. Ceca (bandiera) | C     | Michal Beran    |
| 7  | Rep. Ceca (bandiera) | C     | Petr Hronek     |
| 9  | Francia (bandiera)   | A     | Ibrahim Keita   |
| 10 | Rep. Ceca (bandiera) | A     | Matěj Koubek    |
| 11 | Rep. Ceca (bandiera) | C     | Vojtěch Novák   |
| 12 | Rep. Ceca (bandiera) | C     | Jan Kovařík     |
| 13 | Rep. Ceca (bandiera) | A     | Pavel Osmančík  |
| 14 | Rep. Ceca (bandiera) | D     | Adam Kadlec     |
| 15 | Rep. Ceca (bandiera) | D     | Daniel Krch     |
| 16 | Rep. Ceca (bandiera) | D     | Martin Dostál   |
| 17 | Rep. Ceca (bandiera) | C     | Daniel Mareček  |
| 18 | Rep. Ceca (bandiera) | D     | Denis Vala      |
| 19 | Rep. Ceca (bandiera) | C     | Roman Květ      |

| N. |                      | Ruolo | Calciatore         |
| -- | -------------------- | ----- | ------------------ |
| 20 | Rep. Ceca (bandiera) | D     | Jan Vondra         |
| 21 | Rep. Ceca (bandiera) | D     | Dominik Hašek      |
| 22 | Rep. Ceca (bandiera) | C     | Jakub Fulnek       |
| 23 | Rep. Ceca (bandiera) | D     | Daniel Köstl       |
| 24 | Rep. Ceca (bandiera) | A     | David Puškáč       |
| 26 | Rep. Ceca (bandiera) | P     | Marek Kouba        |
| 27 | Rep. Ceca (bandiera) | D     | Jiří Bederka       |
| 28 | Rep. Ceca (bandiera) | D     | Lukáš Hůlka        |
| 29 | Nigeria (bandiera)   | A     | Michael Ugwu       |
| 32 | Rep. Ceca (bandiera) | D     | Martin Nový        |
| 34 | Rep. Ceca (bandiera) | D     | Antonín Křapka     |
| 37 | Rep. Ceca (bandiera) | A     | Tomáš Necid        |
| 77 | Rep. Ceca (bandiera) | A     | Jan Chramosta      |
| 90 | Russia (bandiera)    | C     | Evgenij Nazarov    |
| 99 | Rep. Ceca (bandiera) | P     | Hugo Jan Bačkovský |
|    | Rep. Ceca (bandiera) | C     | Vladimír Zeman     |
|    | Rep. Ceca (bandiera) | C     | Ondřej Petrák      |

### Rosa 2020-2021
| N. |                      | Ruolo | Calciatore      |
| -- | -------------------- | ----- | --------------- |
| 1  | Rep. Ceca (bandiera) | P     | Roman Valeš     |
| 3  | Germania (bandiera)  | D     | Till Schumacher |
| 4  | Rep. Ceca (bandiera) | C     | Josef Jindřišek |
| 5  | Rep. Ceca (bandiera) | D     | David Bartek    |
| 6  | Russia (bandiera)    | C     | Vladislav Lёvin |
| 7  | Rep. Ceca (bandiera) | C     | Petr Hronek     |
| 9  | Francia (bandiera)   | A     | Ibrahim Keita   |
| 10 | Rep. Ceca (bandiera) | A     | Jakub Nečas     |
| 11 | Rep. Ceca (bandiera) | C     | Vojtěch Novák   |
| 12 | Rep. Ceca (bandiera) | C     | Filip Hašek     |
| 13 | Rep. Ceca (bandiera) | A     | Pavel Osmančík  |
| 15 | Rep. Ceca (bandiera) | D     | Daniel Krch     |
| 16 | Rep. Ceca (bandiera) | D     | Martin Dostál   |
| 17 | Rep. Ceca (bandiera) | C     | Jan Vodháněl    |

| N. |                       | Ruolo | Calciatore         |
| -- | --------------------- | ----- | ------------------ |
| 19 | Rep. Ceca (bandiera)  | C     | Roman Květ         |
| 20 | Rep. Ceca (bandiera)  | D     | Jan Vondra         |
| 21 | Rep. Ceca (bandiera)  | D     | Lukáš Pokorný      |
| 22 | Rep. Ceca (bandiera)  | C     | Antonín Vaníček    |
| 23 | Rep. Ceca (bandiera)  | D     | Daniel Köstl       |
| 24 | Rep. Ceca (bandiera)  | A     | David Puškáč       |
| 25 | Rep. Ceca (bandiera)  | C     | Kamil Vacek        |
| 26 | Rep. Ceca (bandiera)  | P     | Marek Kouba        |
| 27 | Rep. Ceca (bandiera)  | D     | Jiří Bederka       |
| 28 | Rep. Ceca (bandiera)  | D     | Lukáš Hůlka        |
| 29 | Nigeria (bandiera)    | A     | Michael Ugwu       |
| 89 | Slovacchia (bandiera) | P     | Patrik Le Giang    |
| 99 | Rep. Ceca (bandiera)  | P     | Hugo Jan Bačkovský |

### Rosa 2016-2017
| N. |                       | Ruolo | Calciatore        |
| -- | --------------------- | ----- | ----------------- |
| 2  | Rep. Ceca (bandiera)  | D     | Michal Švec       |
| 3  | Rep. Ceca (bandiera)  | D     | Petr Buchta       |
| 4  | Rep. Ceca (bandiera)  | C     | Josef Jindřišek   |
| 5  | Rep. Ceca (bandiera)  | D     | David Bartek      |
| 6  | Rep. Ceca (bandiera)  | C     | Michal Hubínek    |
| 7  | Rep. Ceca (bandiera)  | A     | Jan Kuchta        |
| 8  | Rep. Ceca (bandiera)  | C     | Milan Jirásek     |
| 9  | Serbia (bandiera)     | A     | Miroslav Marković |
| 10 | Slovacchia (bandiera) | A     | Matúš Mikuš       |
| 11 | Rep. Ceca (bandiera)  | D     | Radek Šírl        |
| 12 | Slovenia (bandiera)   | A     | Elvis Bratanovič  |
| 14 | Rep. Ceca (bandiera)  | D     | Michal Šmíd       |
| 15 | Rep. Ceca (bandiera)  | D     | Daniel Krch       |
| 16 | Rep. Ceca (bandiera)  | C     | Jan Moravec       |
| 17 | Rep. Ceca (bandiera)  | C     | Vojtěch Engelmann |

| N. |                           | Ruolo | Calciatore               |
| -- | ------------------------- | ----- | ------------------------ |
| 18 | Colombia (bandiera)       | C     | John Mosquera            |
| 19 | Rep. Ceca (bandiera)      | P     | Jiří Havránek            |
| 20 | Rep. Ceca (bandiera)      | C     | Jakub Rada               |
| 21 | Ucraina (bandiera)        | A     | Roman Artemuk            |
| 22 | Rep. Ceca (bandiera)      | C     | Petr Nerad               |
| 23 | Rep. Ceca (bandiera)      | C     | Pavol Cicman             |
| 24 | Rep. Ceca (bandiera)      | C     | Milan Havel              |
| 25 | Rep. Ceca (bandiera)      | A     | Adam Klavik              |
| 26 | Rep. Ceca (bandiera)      | P     | Milan Švenger            |
| 27 | Slovacchia (bandiera)     | D     | Martin Cseh              |
| 30 | Rep. Ceca (bandiera)      | D     | Erich Brabec             |
|    | Costa d'Avorio (bandiera) | A     | Elie Moises Akui N'Dekre |
|    | Rep. Ceca (bandiera)      | D     | Jan Růžička              |
|    | Rep. Ceca (bandiera)      | D     | Roman Potočný            |
|    | Croazia (bandiera)        | C     | Karlo Lulić              |

### Stagioni passate
- 2013-2014
- 2011-2012
- 2009-2010